# Bealanana (stad)
Bealanana is een stad in Madagaskar, gelegen in de regio Sofia. De stad telt 15.371 inwoners (2005).

## Geschiedenis
Tot 1 oktober 2009 lag Bealanana in de provincie Mahajanga. Deze werd echter opgeheven en vervangen door de regio Sofia. Tijdens deze wijziging werden alle autonome provincies opgeheven en vervangen door de in totaal 22 regio's van Madagaskar.

## Infrastructuur
Naast het basisonderwijs biedt de stad zowel middelbaar als hoger onderwijs aan. Bealanana beschikt tevens over een eigen ziekenhuis.

## Economie
Landbouw en veeteelt bieden werkgelegenheid aan respectievelijk 92% en 1% van de beroepsbevolking. Het belangrijkste gewas in Bealanana is rijst, terwijl andere belangrijke producten suikerriet, maïs en uien betreffen. In de dienstensector werkt respectievelijk 6% van de bevolking. Daarnaast werkt 1% van de bevolking in de visserij.